# Senne Leysen
Senne Leysen (Tielen, 18 marzo 1996) è un ciclista su strada belga, è professionista dal 2018.
È figlio dell'ex ciclista Bart Leysen.

## Palmarès
- 2014 (Juniores)

2ª tappa, 1ª semitappa Driedaagse van Axel (Axel, cronometro)
- 2016 (Lotto-Soudal U23, una vittoria)

Memorial Igor Decraene (cronometro)
- 2017 (Lotto-Soudal U23, due vittorie)

Campionati belgi, Prova a cronometro Under-23
3ª tappa Ronde van Vlaams-Brabant (Leefdaal > Leefdaal)
- 2020 (Alpecin-Fenix, una vittoria)

3ª tappa Tour Bitwa Warszawska (Nasielsk > Nasielsk)

### Altri successi
- 2015 (Lotto-Soudal U23)

Classifica giovani Tour de Berlin
- 2016 (Lotto-Soudal U23)

Stadsprijs Tienen
Ardooie
Campionati belgi, Cronosquadre
- 2020 (Alpecin-Fenix)

Classifica giovani Tour Bitwa Warszawska

## Piazzamenti

### Grandi Giri
- Giro d'Italia

2021: 101º
2022: 118º
2023: 90º

### Classiche monumento
- Milano-Sanremo

2020: 105º
2021: 161º
- Giro delle Fiandre

2019: 93º
- Parigi-Roubaix

2018: fuori tempo massimo
2019: ritirato
2021: ritirato
2022: 68º

### Competizioni mondiali
- Campionati del mondo

Ponferrada 2014 - Cronometro Junior: 20º
Ponferrada 2014 - In linea Junior: 25º
Doha 2016 - Cronometro Under-23: 47º
Bergen 2017 - Cronometro Under-23: 6º
Bergen 2017 - In linea Under-23: 110º
Innsbruck 2018 - Cronometro Under-23: 20º
Yorkshire 2019 - Staffetta mista: 9º

### Competizioni continentali
- Campionati europei

Nyon 2014 - Cronometro Junior: 13º
Nyon 2014 - In linea Junior: 55º
Plumelec 2016 - Cronometro Under-23: 10º
Herning 2017 - Cronometro Under-23: 10º
Herning 2017 - In linea Under-23: 83º